# Calliphora anana
Calliphora anana este o specie de muște din genul Calliphora, familia Calliphoridae, descrisă de Hall în anul 1948. Conform Catalogue of Life specia Calliphora anana nu are subspecii cunoscute.